# Monasterio de Saharna
El Monasterio de Saharna (en rumano: Mănăstirea Saharna) es un monasterio en Saharna, Moldavia.
El Monasterio de la "Santísima Trinidad" de Saharna, situado a unos 110 10 km al norte de Chisináu, en el lado oeste del río Nistru, se considera uno de los mayores centros de peregrinaciones religiosas de Moldavia. Aquí se encuentran las reliquias únicas del Beato Macario y en la cima del alto acantilado, según la leyenda, hay una huella de Santa María, la madre de Jesús. Cuenta la leyenda que un monje del monasterio vio una vez la brillante figura de Santa María en lo alto de una roca. Al llegar a ese lugar el monje vio una señal de una pisada en el suelo.

## Galería de imágenes

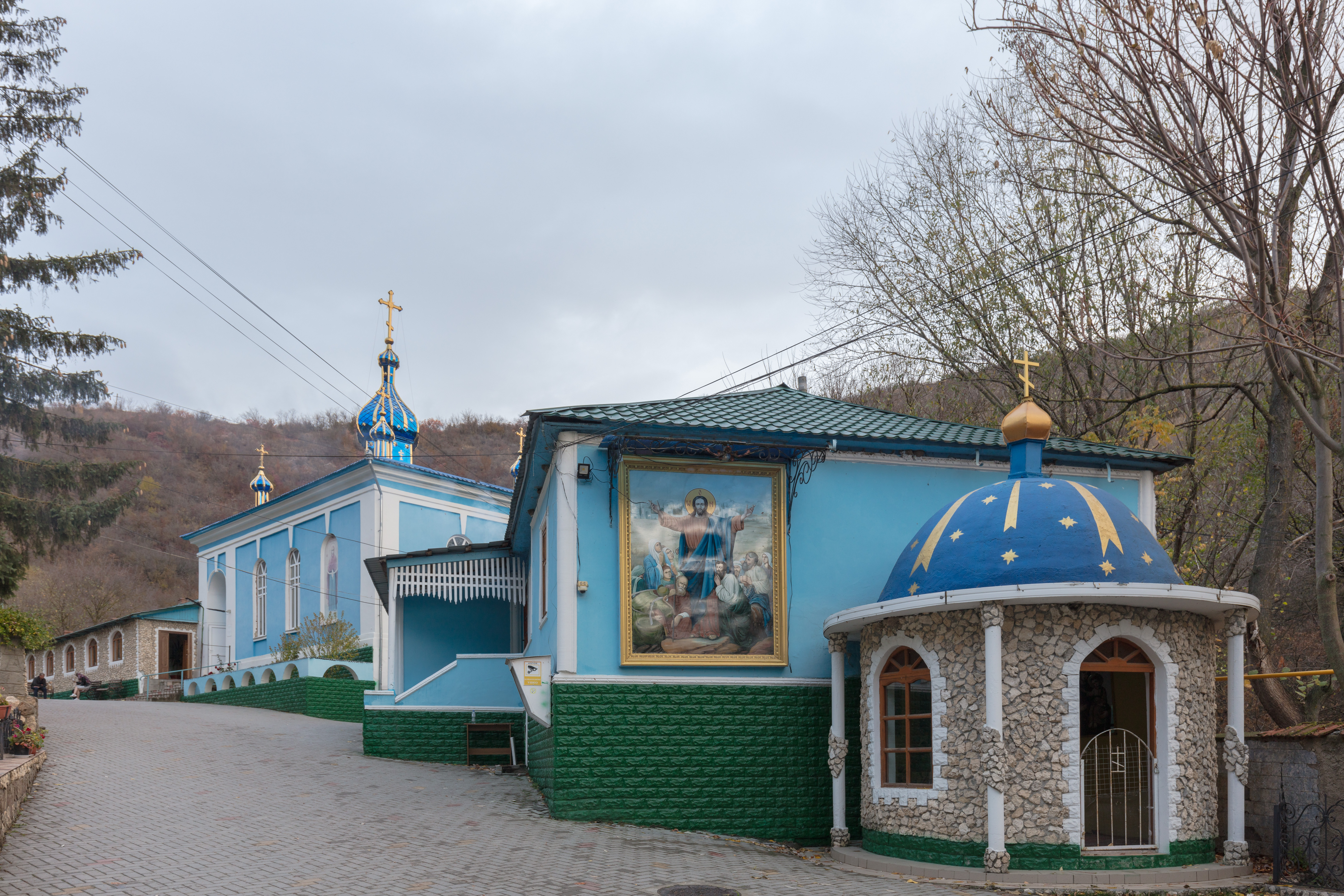
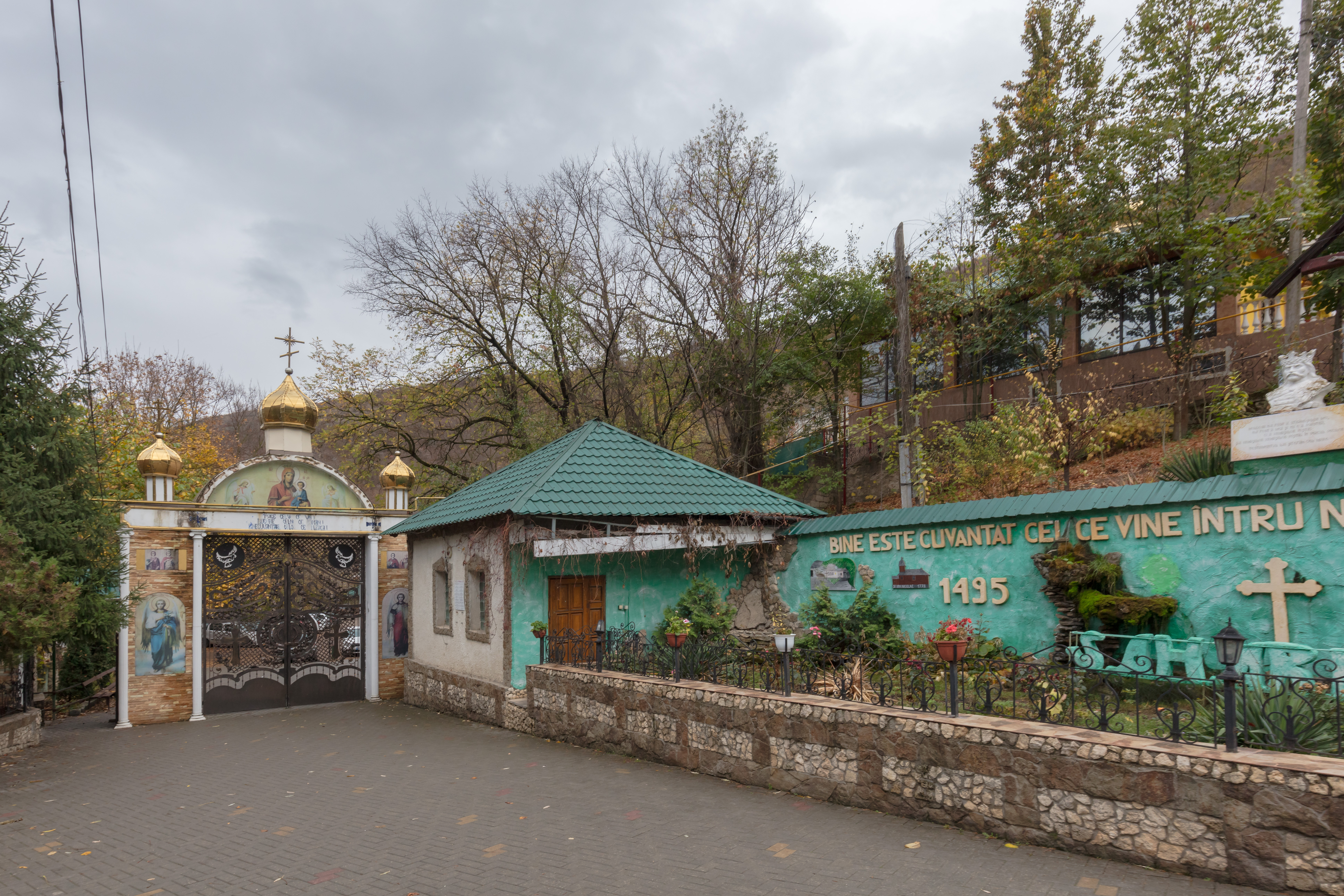
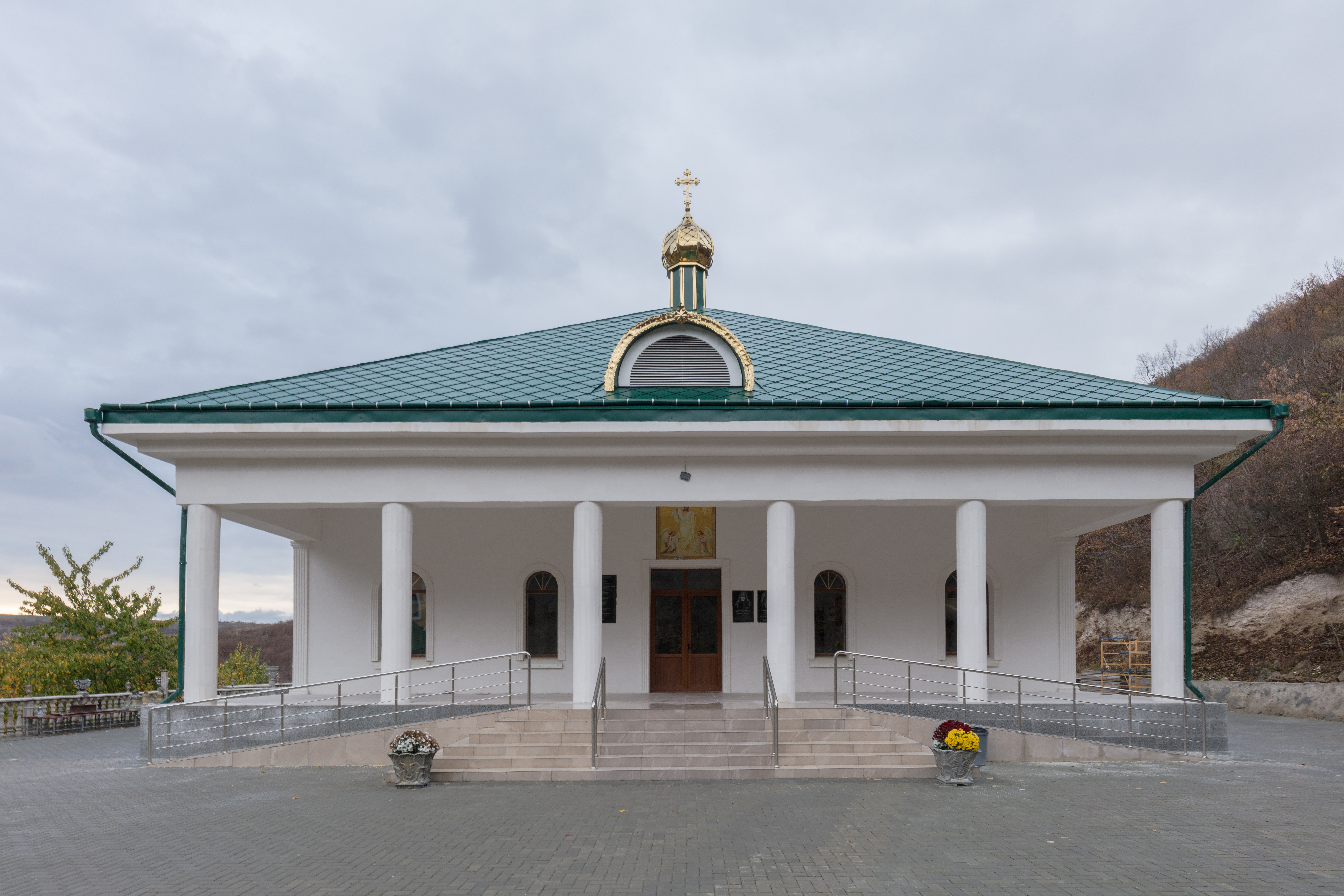
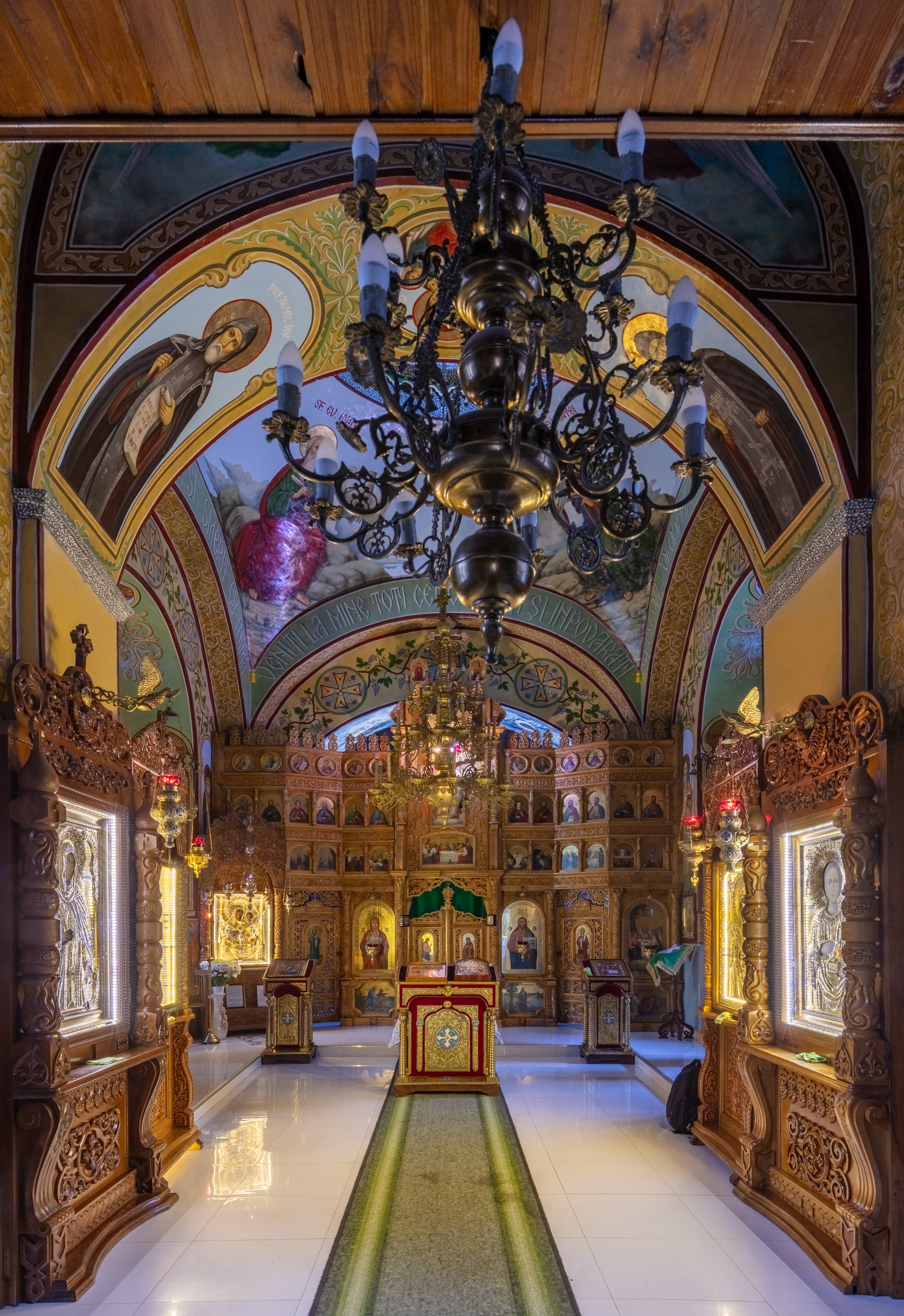
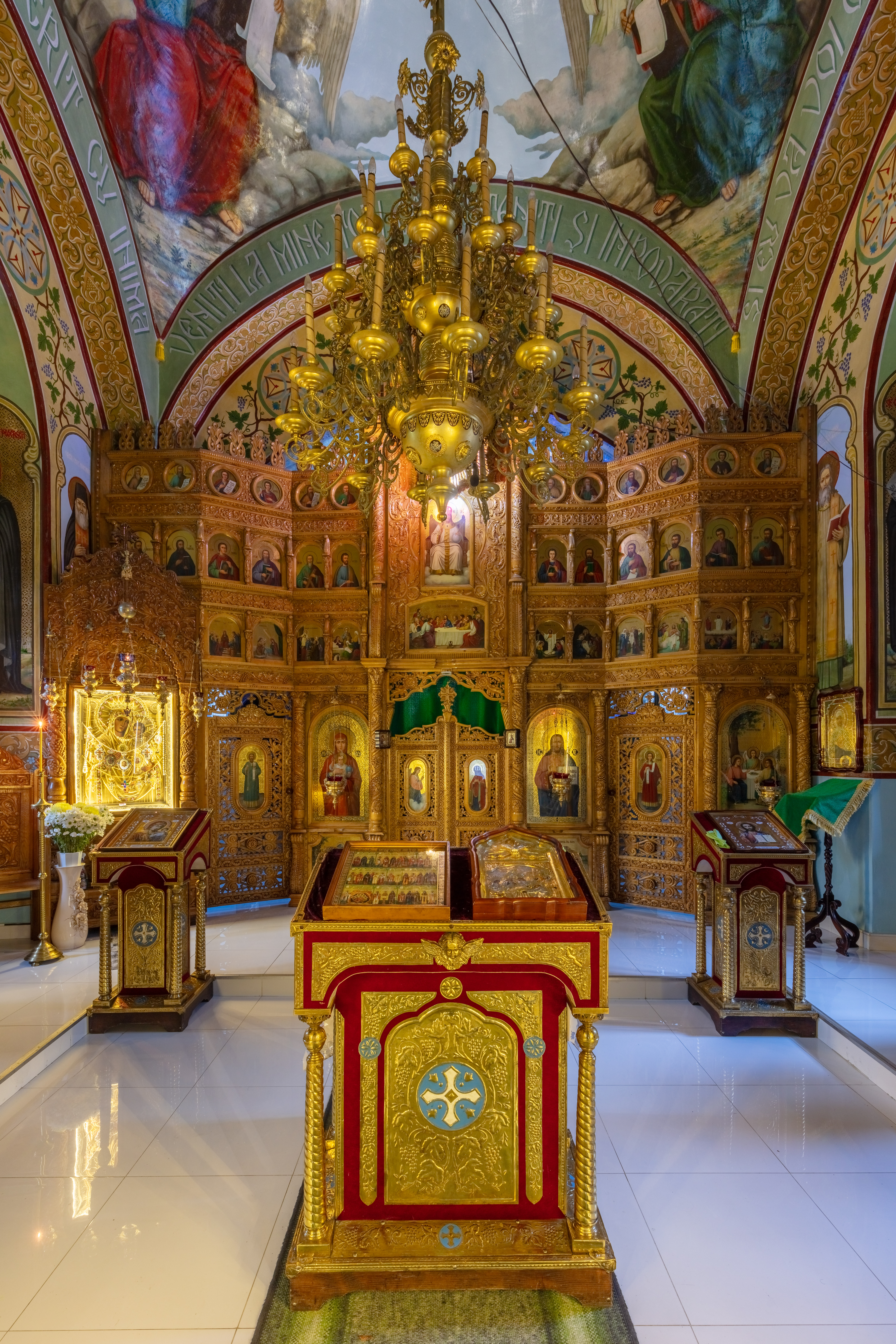
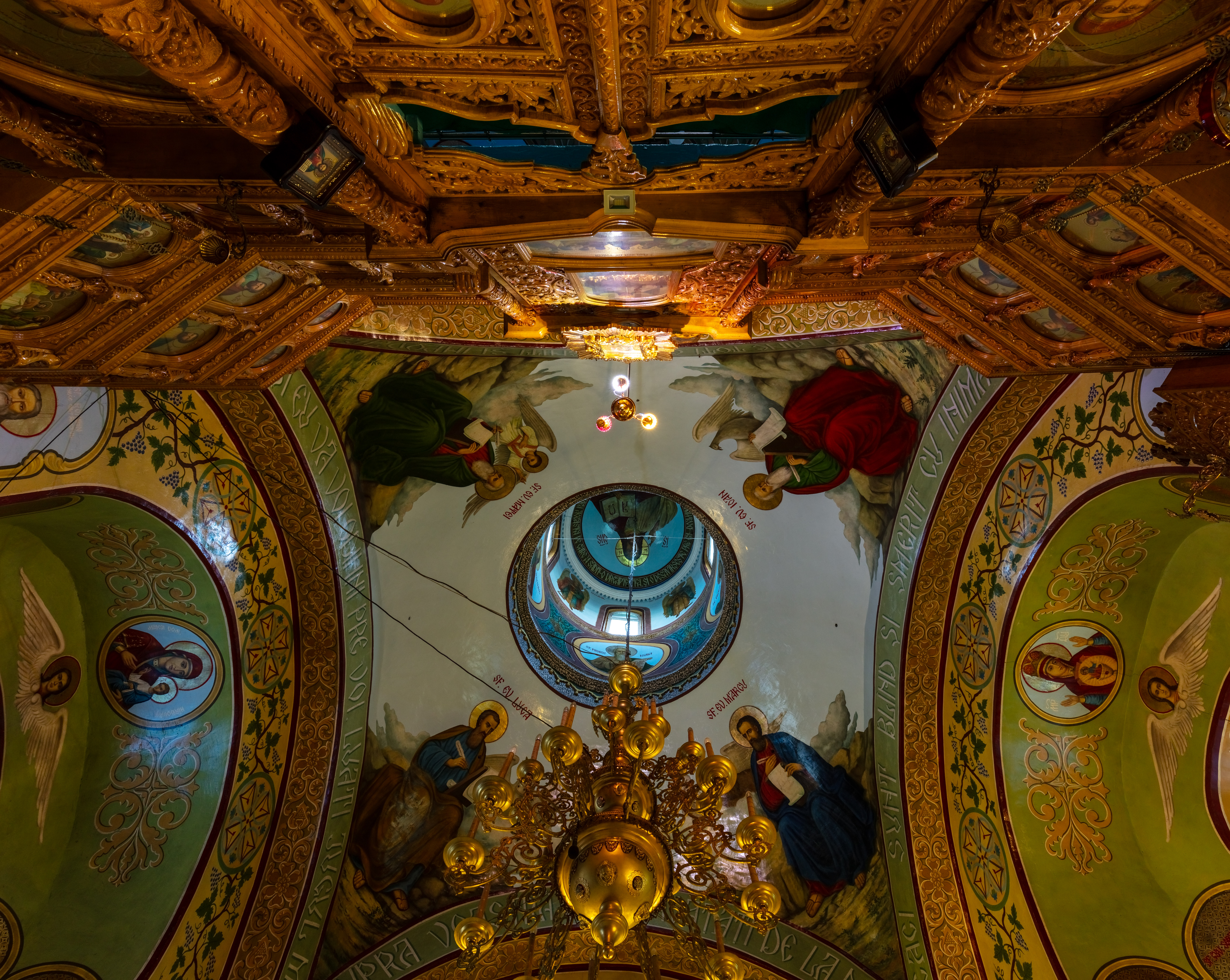